# ヨーゼフ・ダンハウザー
ヨーゼフ・ダンハウザー（Josef Franz Danhauser、1805年8月19日 - 1845年5月4日）はオーストリアの画家、版画家である。日常的な題材を描くのが流行した、「ビーダーマイヤー」の時代の画家である。

## 略歴
ウィーンで生まれた。父親はウィーン美術アカデミーで彫刻を学んだ後、家具や室内装飾品などを制作する仕事をしたJoseph Ulrich Danhauserである。父親から絵を学んだ後、ウィーン美術アカデミーに入学し、歴史画を得意とする画家のヨハン・ペーター・クラフトに学んだ。1826年にウィーンの展覧会に出展した。その年、当時オーストリアの支配下にあったヴェネツィアの聖職者で詩人のラディスラウス・ピルケル(Ladislaus Pyrker)に招かれ、ヴェネツィアを訪れ、イタリアの巨匠の作品を学ぶことができた。トリエステを経由してウィーンに戻った。1827年にはプラハに父親と短期間滞在した。
1829年に父親が亡くなると、父親の家具工場を引き継ぐことになり、数年間、家具のデザインの仕事を画家の仕事よりも優先した。
1832年にザクセンのエアラウに滞在した後、再び本格的に画家の仕事を再開した。1836年に美術アカデミーの賞を受賞し、風俗画を主に描くようになった。1838年にアカデミーの絵画の修復者になり、その年医者の娘と結婚した。1841年にアカデミーの歴史画の教授に任命されるが、1842年に辞職し、ウィーンの大きな繊維工場のオーナーで美術愛好家のアルタバー(Rudolf von Arthaber)とヨーロッパ各地を訪れた。ドイツやオランダを訪れたが1845年にチフスに罹り死亡した。

## 作品

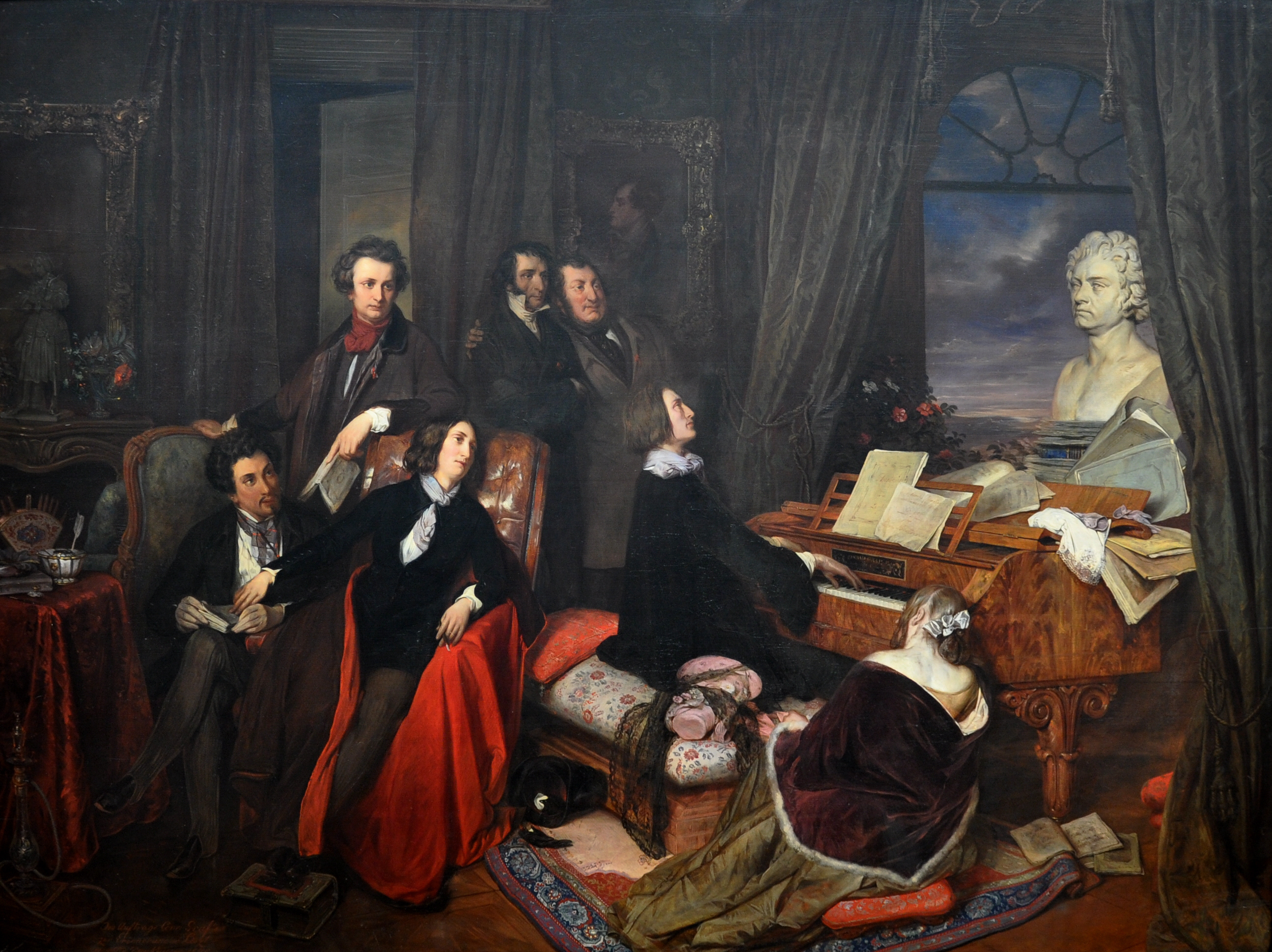
ピアノを弾くフランツ・リスト (1840)
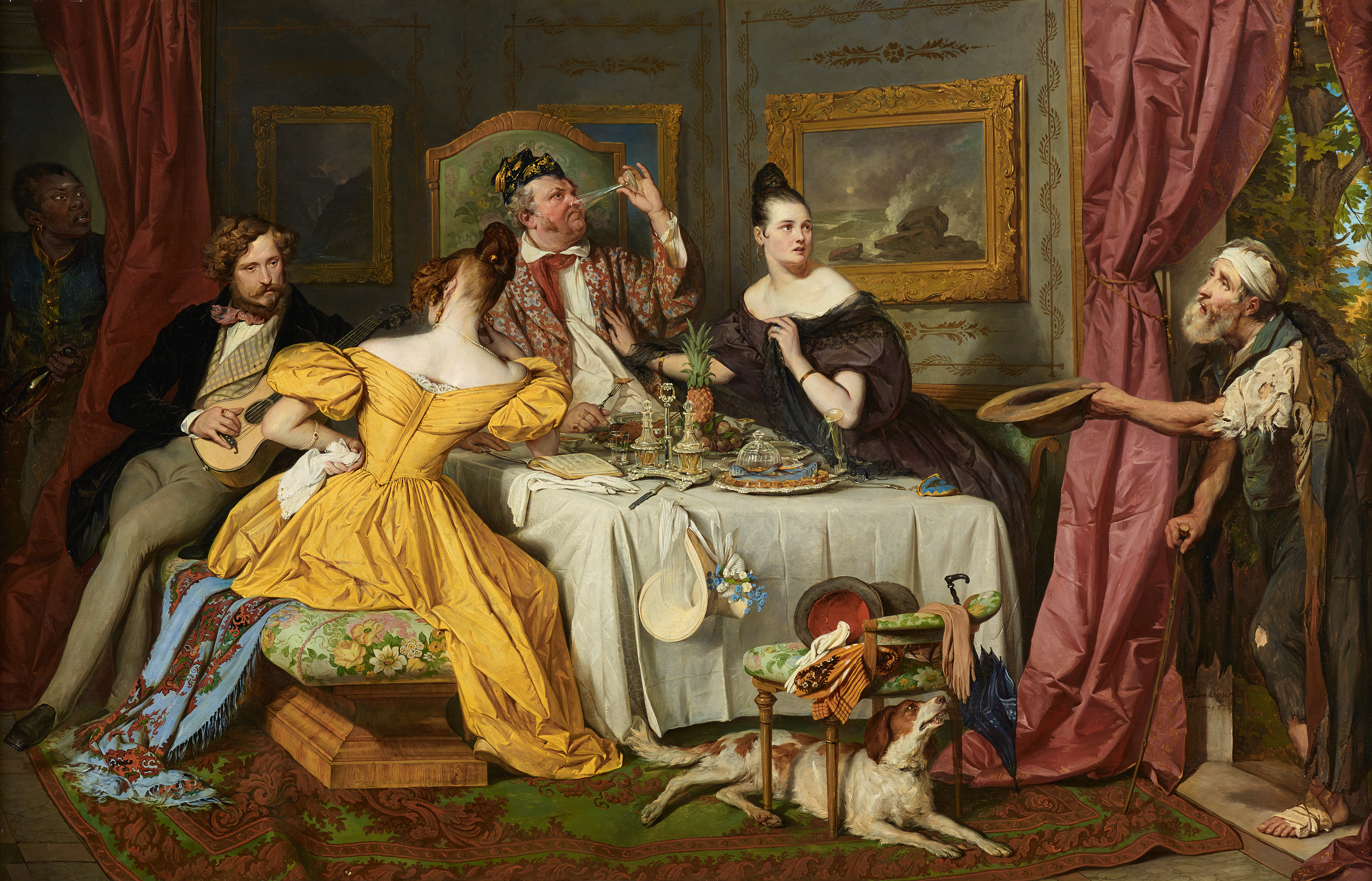
金持ちの道楽者(1836)
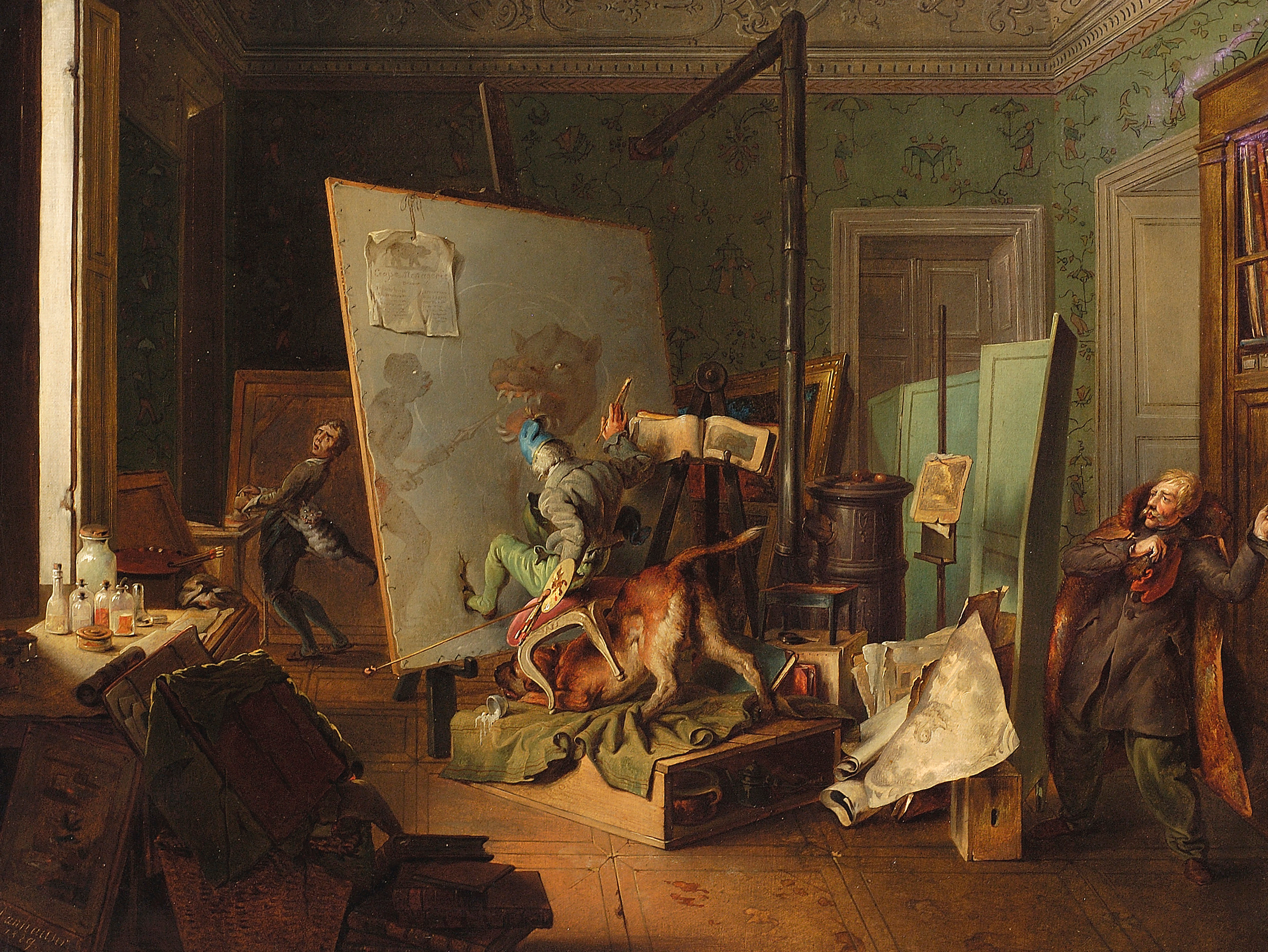
スタジオの奇妙な出来事(1829)

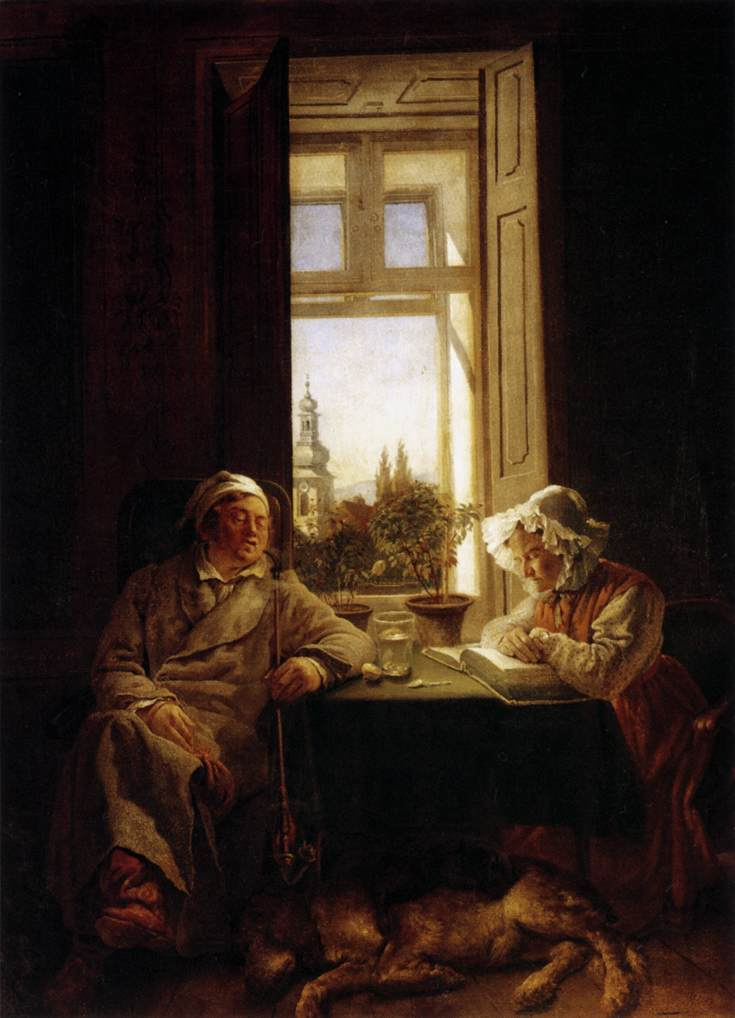
昼寝(1831)
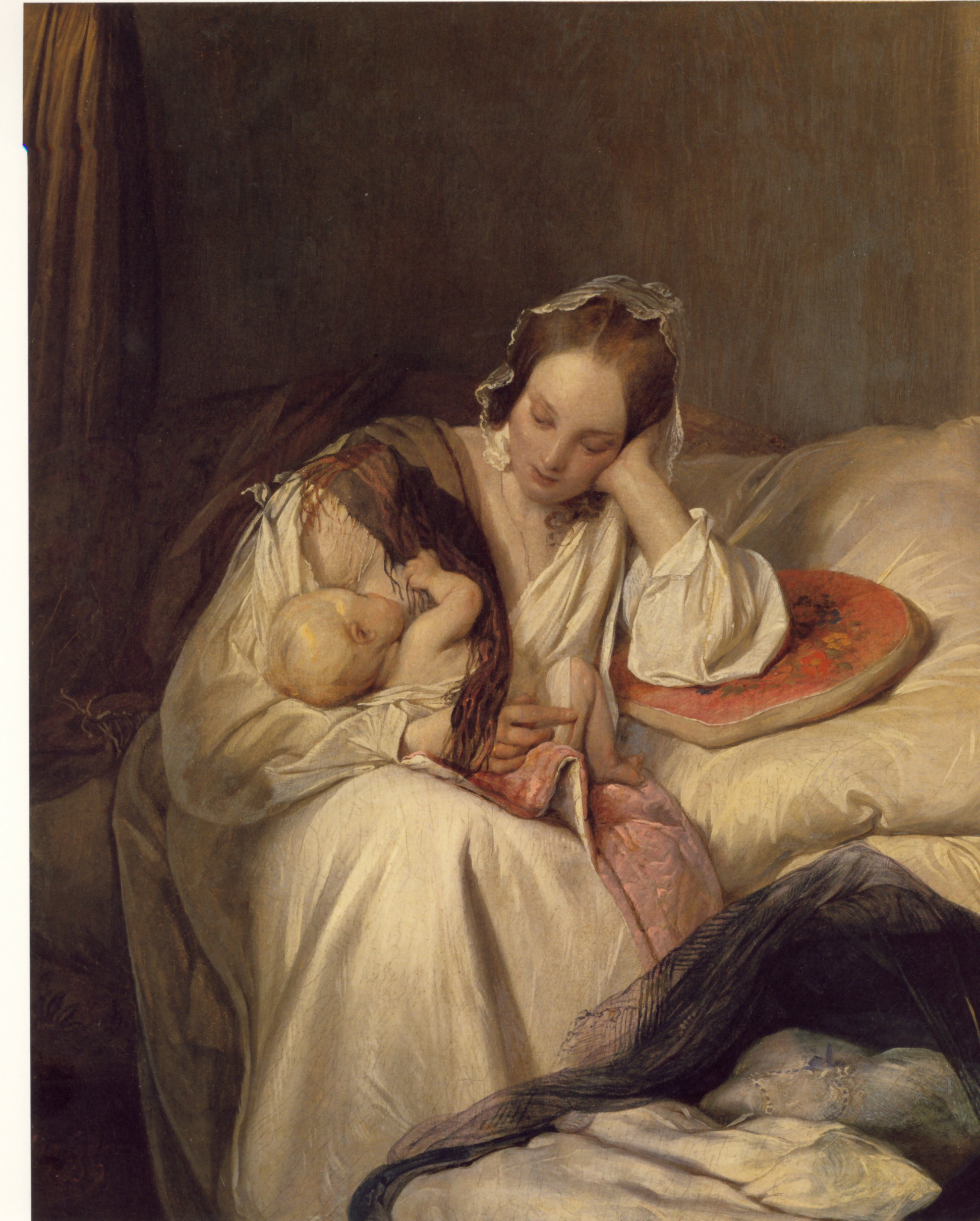
母親の愛情 (1839)
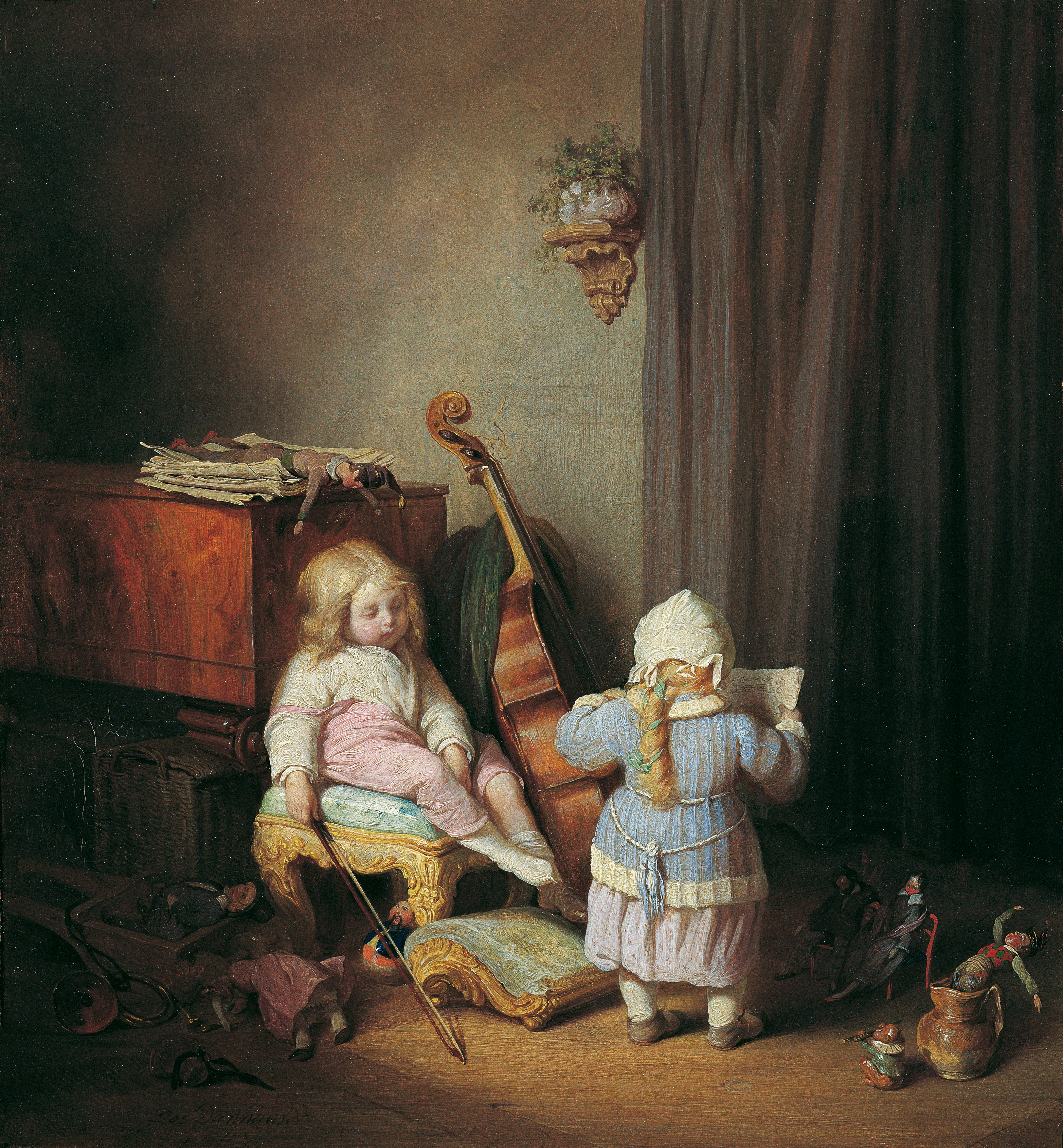
小さい演奏家
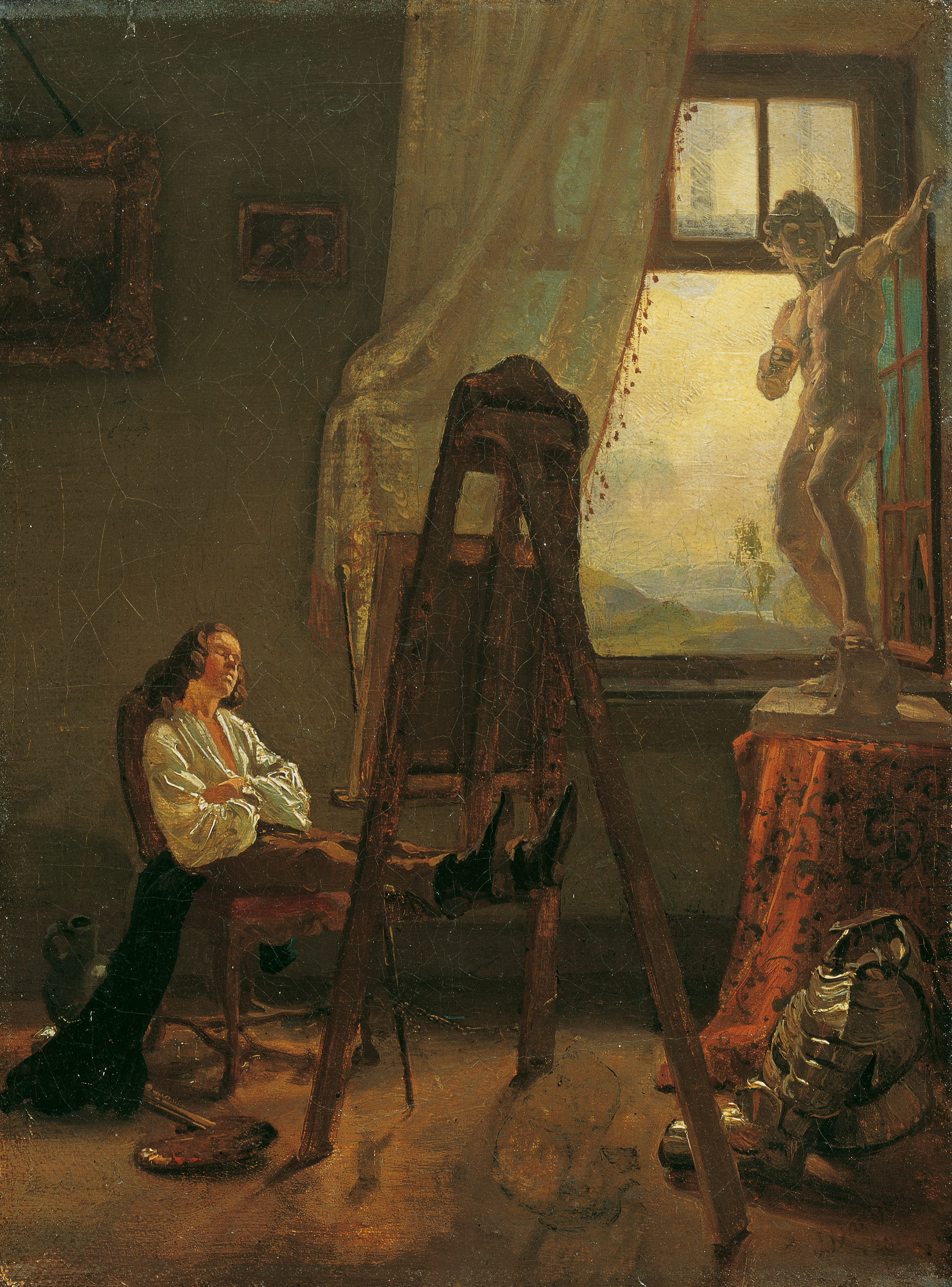
スタジオで眠ている画家(1830)